# One Night with the King
One Night with the King is een film uit 2006 uit de Verenigde Staten.
De film is gebaseerd op het verhaal van de roman Esther van Nathaniel Weinreb. Officieel is de film gebaseerd op de roman Hadassah: One Night with the King van Tommy Tenney en Mark Andrew Olsen.
One Night with the King werd geproduceerd door Matt en Laurie Crouch van Gener8Xion Entertainment Inc. In 2007 ontving de film een CAMIE Award voor de rol van Luke Goss als koning Xerxes. De film werd in 2007 vertoond op het filmfestival van Cannes.
One Night with the King is een verhaal uit het Oude Testament. Esther, die haar leven riskeerde door bij de koning te gaan, vroeg aan de koning of hij het Joodse volk wilde redden.

## Verhaal
Het verhaal volgt het mooie Joodse meisje Hadassah op de voet. Wanneer haar ouders vermoord worden, gaat ze bij haar oom wonen die een bondgenoot is van de Perzische Koning. Wanneer er op een dag Perzische soldaten bij haar oom binnenvallen en het onderkomen van haar oom plunderen, wordt Hadassah meegenomen. Op een dag wordt ze in een kar het paleis van koning Xerxes binnengesmokkeld die op hetzelfde moment geprikkeld is door allerlei oorlogsomstandigheden. In dezelfde periode wil de eerste minister een genocide op het Joodse volk. Eenmaal als Hadassah in de harem van de koning beland, slaagt ze erin om de aandacht van Xerxes te krijgen.

## Rolverdeling in de film
| Acteur           | Personage               | Opmerkingen                                  |
| ---------------- | ----------------------- | -------------------------------------------- |
| Tiffany Dupont   | Hadassah/Esther         | dit is samen met xerxes ook de hoofdpersoon. |
| Luke Goss        | King Xerxes             |                                              |
| John Rhys-Davies | Mordecai                |                                              |
| Omar Sharif      | Prince Memucan          |                                              |
| Tommy Lister Jr. | Hegai, the Royal Eunuch |                                              |
| John Noble       | Prince Admantha         |                                              |
| James Callis     | Haman, the Agagite      |                                              |
| Peter O'Toole    | Samuel, the Prophet     |                                              |